# Фейер (комитат)
Фейер (венг. Fejér) — исторический комитат в центральной части Венгерского королевства. В настоящее время эта территория входит в состав медье Фейер Венгерской республики. Административным центром комитата Фейер был город Секешфехервар.
В дореволюционной русской исторической литературе комитат Фейер обычно назывался по славянскому наименованию его административного центра — Стольно-Белградский комитат.

## География
Фейер лежит в западной части Среднедунайской равнины к востоку от озера Балатон. Восточной границей комитата являлся Дунай. Поверхность территории Фейера в южной и восточной частях представляет собой плато Мезёфёльд, а на северо-западе расположены отроги горной гряды Баконь. В центре комитата находится озеро Веленце. Площадь комитата составляла 4129 км² (по состоянию на 1910 г.). Фейер граничил со следующими комитатами Венгрии: Комаром, Веспрем, Тольна и Пешт-Пилиш-Шольт-Кишкун.
В экономическом отношении Фейер специализировался на выращивании пшеницы и кукурузы, а также свиноводстве и виноградарстве. Большое значение также имела разработка месторождений бурого угля и бокситов. В XIX веке здесь начала бурно развиваться металлургия и бумажная промышленность.

## История

Герб комитата Фейер

После переселения венгров в Среднее Подунавье в районе Фейера осело главное венгерское племя, а город Секешфехервар стал резиденцией князя Гезы. При его сыне Иштване I Святом в начале XI века был образован комитат Фейер, а Секешфехервар стал местом коронации и захоронения венгерских королей. В 1543 г. территория комитата попала под власть Османской империи. Турецкая оккупация продолжалась до 1688 г., когда Фейер был освобождён войсками Габсбургов. В конце XVII века восточная часть комитата Фейер (Шольт), расположенная на левом берегу Дуная, была передана в состав комитата Пешт-Пилиш.
После Трианонского договора 1920 г. Фейер остался в составе Венгерской республики. На территории бывшего комитата было образовано медье Фейер. В 1950 г. в состав медье вошла территория вокруг города Эньинг к юго-востоку от Балатона, которая прежде принадлежала комитату Веспрем. В то же время город Эрд отошёл к медье Пешт.

## Население
Согласно переписи 1910 г. на территории комитата Фейер проживало 250 600 жителей, подавляющее большинство которых были по национальности венграми (более 86 %). Из этнических меньшинств существенную группу составляли лишь немцы (11,7 % жителей). Господствующий религией населения был католицизм, который исповедовали более 66 % жителей. Второй по численности церковной деноминацией был кальвинизм (26 % жителей). Еврейская община в комитате составляла около 3,5 % населения.

## Административное деление

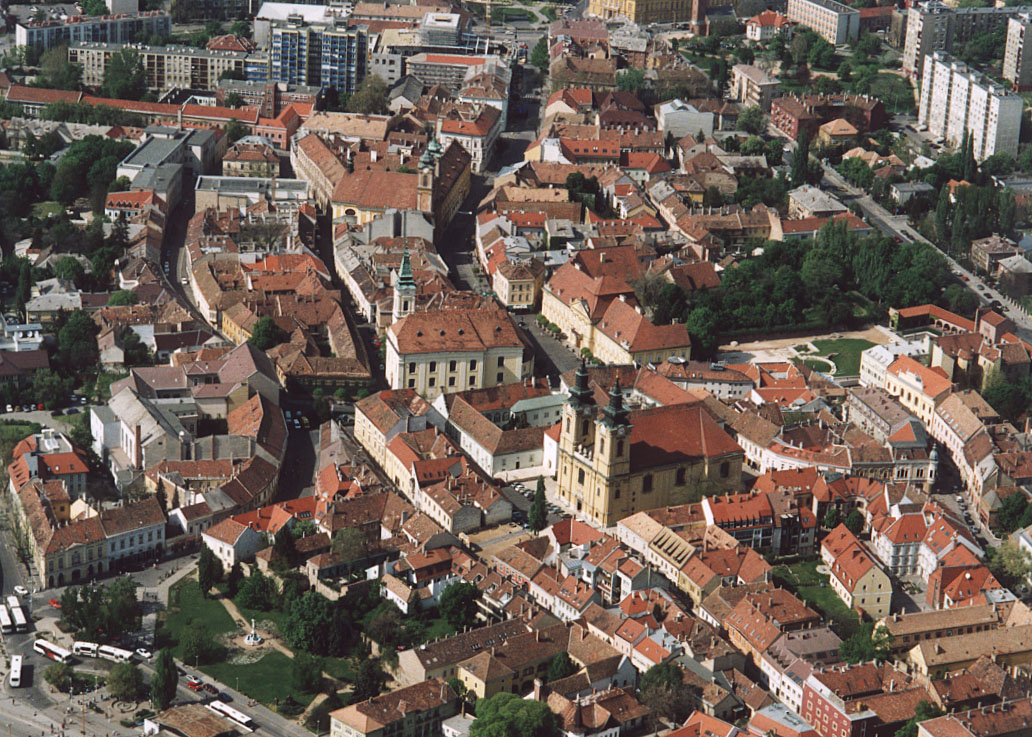
Вид на Секешфехервар

В начале XX века в состав комитата входили следующие округа:
| Округа          | Округа        |
| Округ           | Адм. центр    |
| --------------- | ------------- |
| Адонь           | Адонь         |
| Вал             | Вал           |
| Мор             | Мор           |
| Секешфехервар   | Секешфехервар |
| Шарбогард       | Шарбогард     |
| Свободный город |               |
| Секешфехервар   |               |